# قائمة الأحزاب القومية العربية
فيما يلي قائمة بأسماء بعض الأحزاب القومية العربية:
- حزب البعث العربي الاشتراكي، وله فروع في سورية والعراق واليمن والأردن وفلسطين والسودان وموريتانيا.
- الحزب العربي الديمقراطي الناصري في مصر.
- التجمع القومي العربي في تونس.
- الوحدويون الناصريون بتونس.
- الاتحاد الديمقراطي الوحدوي في تونس.
- حزب الكرامة في مصر.
- الاتحاد الاشتراكي العربي (سوريا).
- حزب الصواب في موريتانيا.
- الحزب القومي العربي داخل فلسطين المحتلة عام 1948.
- التجمع القومي الديمقراطي (البحرين)
- حزب الوحدة الشعبية (تونس)